# Torneo di Wimbledon 1988
Il Torneo di Wimbledon 1988 è stata la 102ª edizione del Torneo di Wimbledon e terza prova stagionale dello Slam per il 1988.Si è giocato sui campi in erba dell'All England Lawn Tennis and Croquet Club di Wimbledon a Londra in Gran Bretagna dal 20 giugno al 4 luglio 1988. Il torneo ha visto vincitore nel singolare maschile lo svedese Stefan Edberg
che ha sconfitto in finale in 4 set il tedesco Boris Becker col punteggio di 4–6, 7–6(2), 6–4, 6–2.
Nel singolare femminile si è imposta la tedesca Steffi Graf che ha battuto in finale in 3 set la statunitense Martina Navrátilová. Nel doppio maschile hanno trionfato Kenneth Flach e Robert Seguso, il doppio femminile è stato vinto dalla coppia formata da Steffi Graf e Gabriela Sabatini e nel doppio misto hanno vinto Zina Garrison con Sherwood Stewart.

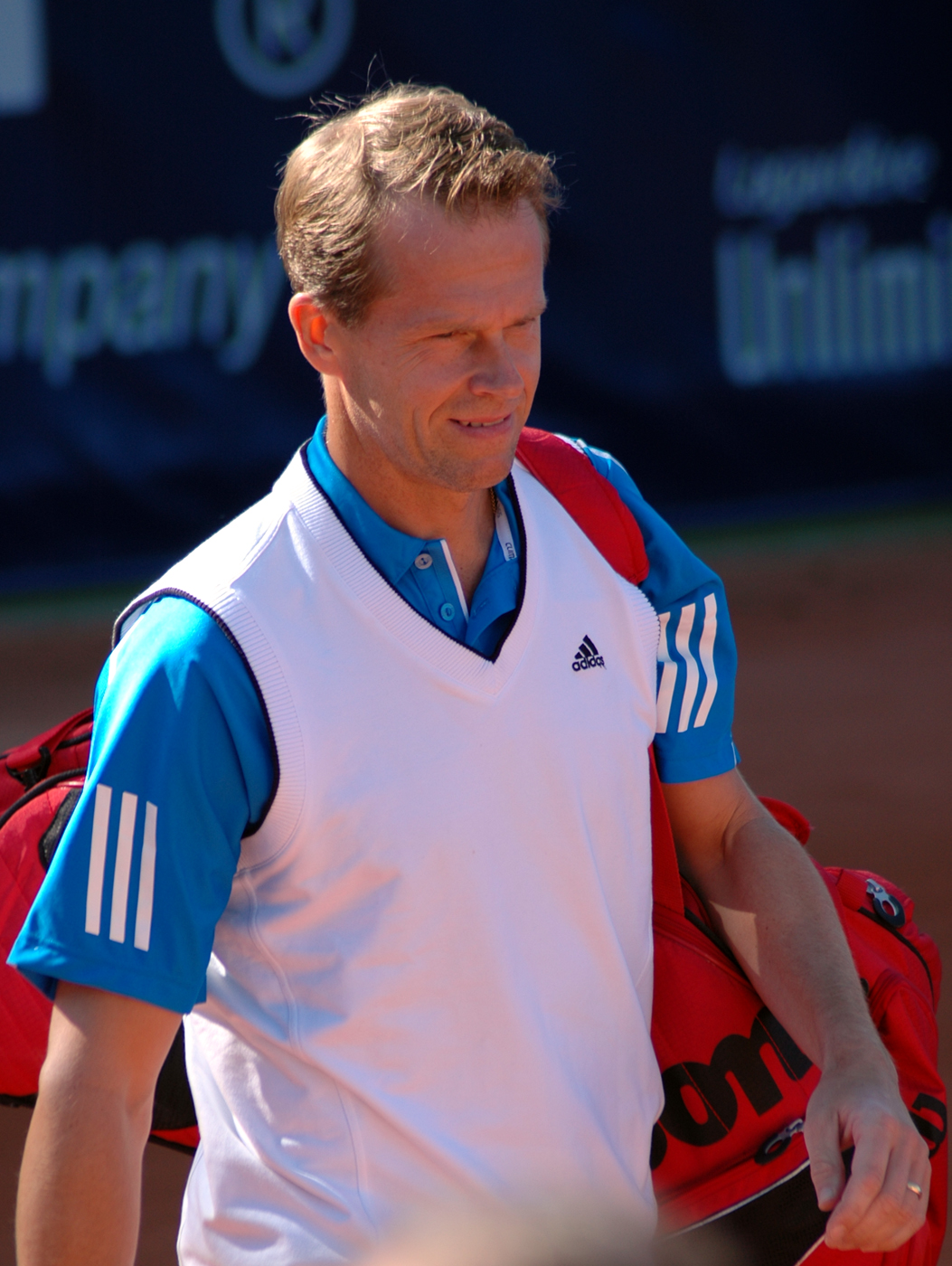
Stefan Edberg vince il 1º titolo a Wimbledon

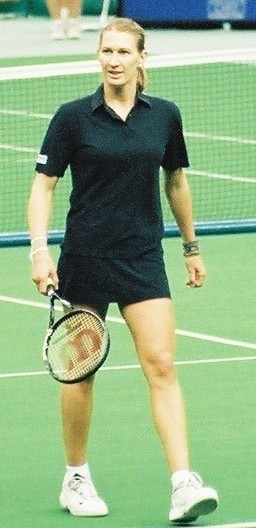
Steffi Graf vince il 1º titolo a Wimbledon

## Risultati

### Singolare maschile
Stefan Edberg ha battuto in finale  Boris Becker col punteggio di 4–6, 7–6(2), 6–4, 6–2

### Singolare femminile
Steffi Graf ha battuto in finale  Martina Navrátilová col punteggio di 5–7, 6–2, 6–1

### Doppio maschile
Kenneth Flach /  Robert Seguso hanno battuto in finale  John Fitzgerald /  Anders Järryd col punteggio di 6–4, 2–6, 6–4, 7–6(3)

### Doppio femminile
Steffi Graf /  Gabriela Sabatini hanno battuto in finale  Larisa Neiland /  Nataša Zvereva col punteggio di 6–3, 1–6, 12–10

### Doppio misto
Zina Garrison /  Sherwood Stewart hanno battuto in finale  Gretchen Magers /  Kelly Jones col punteggio di 6–1, 7–6(3)

## Junior

### Singolare ragazzi
Nicolás Pereira ha battuto in finale  Guillaume Raoux col punteggio di 7–6(4), 6–2

### Singolare ragazze
Brenda Schultz ha battuto in finale  Emmanuelle Derly col punteggio di 7–6(5), 6–1

### Doppio ragazzi
Jason Stoltenberg /  Todd Woodbridge hanno battuto in finale  David Rikl /  Tomáš Anzari col punteggio di 6–4, 1–6, 7–5

### Doppio ragazze
Jo-Anne Faull /  Rachel McQuillan hanno battuto in finale  Alexia Dechaume /  Emmanuelle Derly col punteggio di 4–6, 6–2, 6–3